# Марен (Верхняя Савойя)
Маре́н (фр. Marin) — коммуна и город во Франции.

## География
Коммуна и городок Марен находятся на крайнем юго-востоке Франции, в 4 километрах восточнее города Тонон-ле-Бен, возвышаясь на 200 метров над уровнем Женевского озера. В административном отношении Марен входит в департамент Верхняя Савойя региона Рона-Альпы.
Коммуна находится на предальпийском плоскогорье, на высотах в 390—661 метр над у.м., в центральной части савойского Шабле. Западной границей её является нижнее течение реки Дранс, впадающей в Женевское озеро. Помимо городка Марен, в состав коммуны входят несколько небольших поселений — Маринель, Морюэль, Сюссенж, Шюйен, Рушо.

## История
Коммуна Марен впервые письменно упоминается в 516 году (как Marianum). Это название предположительно берёт своё происхождение от личного имени (Маро). До 1973 года Марен являлся самостоятельной коммуной, затем был объединён с Тонон-ле-Беном. В 1995 году был вновь выделен в отдельную коммуну. С населением в 1.542 человека (на 1 января 2009 года) Марен является самой маленькой коммуной департамента Верхняя Савойя.

## Экономика
Основным источником доходов жителей коммуны Марен является сельское хозяйство. Особой известностью пользуются продукты местного виноделия. На склонах холмов, принадлежащих коммуне, входящих во французский винодельческий регион Савойя, выращиваются сорта винограда, использующиеся как для производства белых (например, Roussette de Savoie), так и красных вин.